# John George Barnston
Pour les articles homonymes, voir John Barnston et Barnston.
John George Barnston (1838-22 décembre 1883) est un homme politique canadien de la Colombie-Britannique. Il est député provincial indépendant de la circonscription britanno-colombienne de Cariboo d'une élection partielle 1872 à 1875,.

## Biographie
Né dans la colonie de la rivière Rouge, il travaille pour la Compagnie de la Baie d'Hudson et étudie le droit à l'Université McGill. Il fait son stage auprès de John Rose et est appelé au barreau du Bas-Canada en 1856. S'établissant en Colombie-Britannique, il vit à Nanaimo.
Barnston meurt à Victoria en décembre 1883.